# Miłosz Strzeboński
Miłosz Strzeboński (ur. 19 listopada 2003 w Krakowie) – polski piłkarz grający na pozycji pomocnika w klubie Korona Kielce.

## Kariera juniorska
Strzeboński grał jako junior w MKS Krakus Nowa Huta (do 2016), AP 21 Kraków (2016–2018), Podgórze Kraków (2018–2019) i Koronie Kielce (2019–2020).

## Kariera seniorska

### Korona II Kielce
Strzeboński zadebiutował w rezerwach Korony Kielce 10 października 2020 w meczu z Podhalem Nowy Targ (0:3). Swoją pierwszą bramkę zdobył 11 listopada 2020 w wygranym 4:1 spotkaniu przeciwko Siarce Tarnobrzeg. 5 listopada 2022 w starciu z Wisłą Sandomierz (8:0) ustrzelił dublet. Ten sam wyczyn powtórzył 28 września 2024 w wygranym 5:2 spotkaniu przeciwko Świdniczance Świdnik.

### Korona Kielce
Strzeboński zaliczył debiut w pierwszej drużynie Korony Kielce 3 listopada 2021 w wygranym 2:1 spotkaniu Pucharu Polski przeciwko Stomilowi Olsztyn.

## Statystyki

### Klubowe
(aktualne na dzień 18 sierpnia 2025)
| Klub               | Sezon              | Liga               | Liga  | Liga   | Puchar kraju | Puchar kraju | Suma  | Suma   |
| Klub               | Sezon              | Liga               | Mecze | Bramki | Mecze        | Bramki       | Mecze | Bramki |
| ------------------ | ------------------ | ------------------ | ----- | ------ | ------------ | ------------ | ----- | ------ |
| Korona II Kielce   | 2020/21            | III liga           | 12    | 5      | 0            | 0            | 12    | 5      |
| Korona II Kielce   | 2022/23            | III liga           | 30    | 7      | 0            | 0            | 30    | 7      |
| Korona II Kielce   | 2024/25            | III liga           | 13    | 4      | 0            | 0            | 13    | 4      |
| Korona II Kielce   | 2025/26            | III liga           | 1     | 0      | 0            | 0            | 1     | 0      |
| Korona II Kielce   | Ogólnie            | Ogólnie            | 56    | 16     | 0            | 0            | 56    | 16     |
| Korona Kielce      | 2021/22            | I liga             | 3     | 0      | 1            | 0            | 4     | 0      |
| Korona Kielce      | 2022/23            | Ekstraklasa        | 0     | 0      | 0            | 0            | 0     | 0      |
| Korona Kielce      | 2023/24            | Ekstraklasa        | 8     | 0      | 2            | 0            | 10    | 0      |
| Korona Kielce      | 2024/25            | Ekstraklasa        | 19    | 0      | 3            | 0            | 22    | 0      |
| Korona Kielce      | 2025/26            | Ekstraklasa        | 2     | 0      | 0            | 0            | 2     | 0      |
| Korona Kielce      | Ogólnie            | Ogólnie            | 32    | 0      | 6            | 0            | 38    | 0      |
| Ogólnie w karierze | Ogólnie w karierze | Ogólnie w karierze | 88    | 16     | 6            | 0            | 94    | 16     |